# Krystian Teofil Glücksberg
Krystian Teofil Glücksberg (ur. 1796, zm. 1876) – księgarz polski, członek rodziny księgarzy, syn Natana Glücksberga (1770-1831), brat Henryka Emanuela Glücksberga (1802-1870). 
Krystian Teofil Glucksberg przejął księgarnię ojca w Krzemieńcu. Uzyskał tytuł księgarza Cesarskiej Akademii Medyko-Chirurgicznej. Założył drukarnię i księgarnię w Wilnie oraz w Kijowie. Wydał wczesne dzieła Adama Mickiewicza oraz: 
- Dzieła Kazimierza Brudzińskiego,
- Literaturę i krytykę oraz Koliszczyznę i stepy Michała Grabowskiego,
- Pamiętniki Jana Chryzostoma Paska
- Tekę Wileńską Adama Honorego Kirkora.

Wraz z bratem Henrykiem Emanuelem rozpoczął w latach 1836–1840 wydawanie Encyklopedii Powszechnej, lecz musiał zaniechać wskutek słabego zainteresowania czytelników.
Krystian Teofil Glücksberg odkupił od zakonu oo. bazylianów wyposażenie nowoczesnej na owe czasy drukarni. Mimo to popadł w zadłużenie i w roku 1859 sprzedał drukarnię Adamowi Honoremu Kirkorowi (1819-1886), a księgarnie Stowarzyszeniu Księgarskiemu w Żytomierzu.